# Aglaia odorata
Aglaia odorata es una especie de planta fanerógama perteneciente a la familia Meliaceae. Es un arbusto o pequeño árbol que produce flores de color amarillo. Es originaria de Vietnam, pero ahora está extendida por el Sureste Asiático.

## Descripción
Son arbustos o árboles pequeños, con mucha ramificación. Las ramas jóvenes apicalmente con  tricomas. Las hojas de 5-12 cm; con pecíolo y raquis alados; foliolos 3-7 (o 9), opuestos;  generalmente obovadas, a veces elípticas. Las inflorescencias en tirsos axilares, de 5-10 cm, laxos, glabros. Flores fragantes, de 2 mm de diámetro. Pedicelo de flores masculinas 1.5-3 mm, delgado. Pedicelo de flores femeninas cortas y gruesas.  Pétalos 5, amarillos, oblongas a suborbiculares, de 1.5-2 mm, ápice redondeado para truncado. El fruto es indehiscente, ovoide a subgloboso, de 1-1.2 cm. Las semillas con un arilo carnoso. Fl. mayo-diciembre, fr. jul-marzo.

## Distribución y hábitat
Se encuentra en los bosques o matorrales dispersos en las regiones montañosas; elevaciones bajas, en Guangdong, Guangxi, Hainan y en Camboya, Laos, Tailandia y Vietnam.

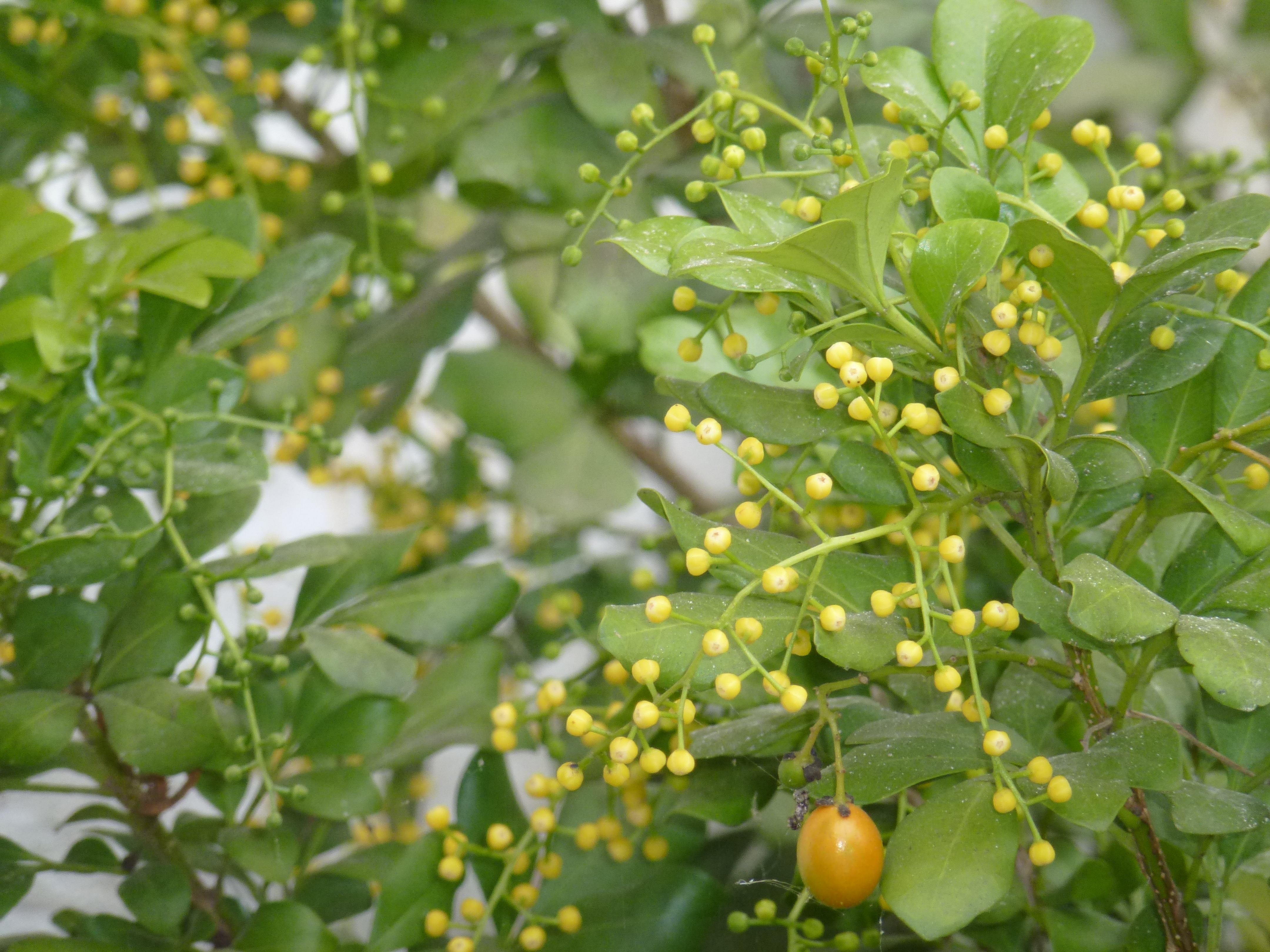
Aglaia duperreana con flores y frutas, en Thanh Hoa, Viet Nam

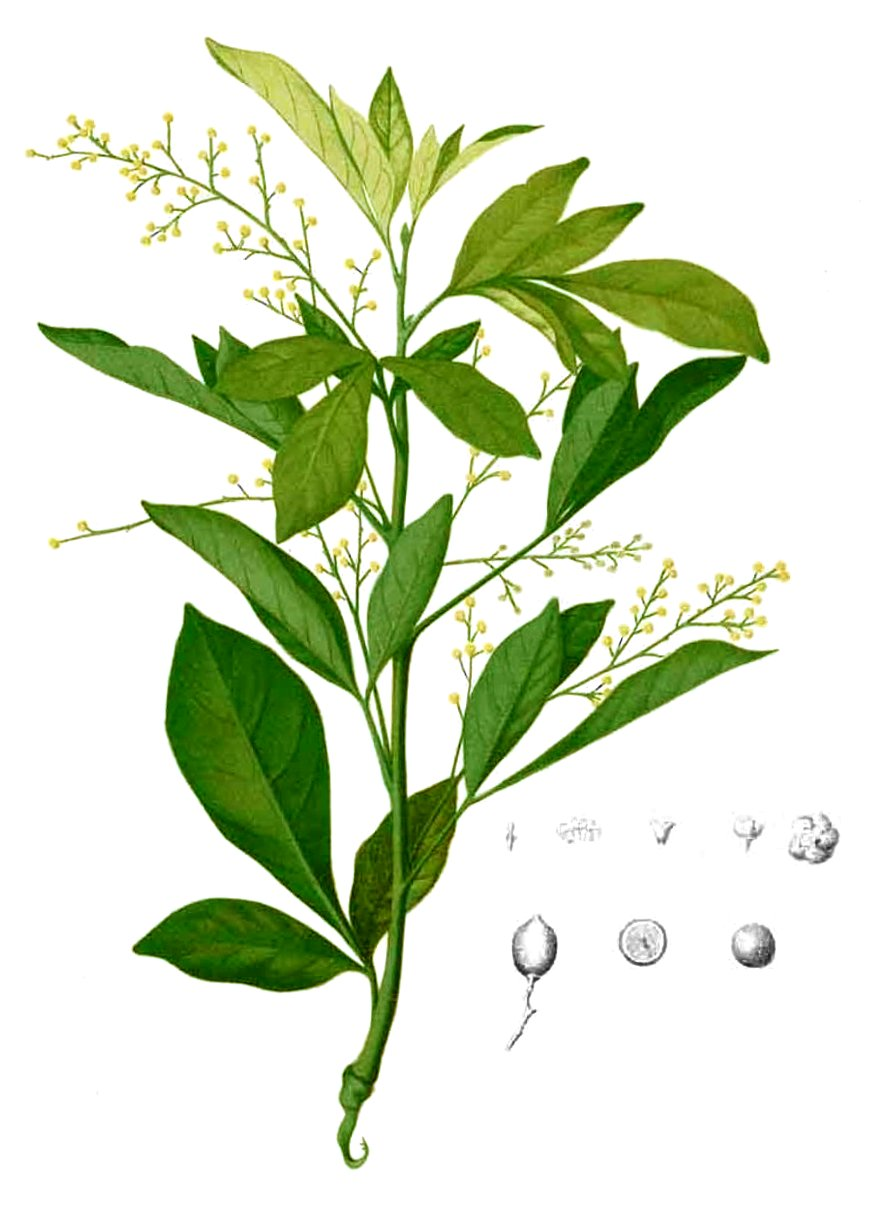
Ilustración

## Taxonomía
Aglaia odorata fue descrita por João de Loureiro y publicado en Flora Cochinchinensis 1: 173. 1790.
Sinonimia
- Aglaia chaudocensis Pierre
- Aglaia duperreana Pierre
- Aglaia oblanceolata Craib
- Aglaia pentaphylla Kurz
- Aglaia repoeuensis Pierre
- Aglaia sinensis Pierre
- Camunium chinense Roxb.
- Opilia odorata (Lour.) Spreng.[4]